# American Stock Exchange Building
El American Stock Exchange Building, anteriormente conocido como New York Curb Exchange Building y también conocido como 86 Trinity Place o 123 Greenwich Street, es la antigua sede de la American Stock Exchange. Diseñado en dos secciones por Starrett & van Vleck, está ubicado entre Greenwich Street y Trinity Place en el distrito financiero del Lower Manhattan en Nueva York, con su entrada principal en Trinity Place. El edificio representa un vínculo con las prácticas históricas de negociación de acciones fuera de las restricciones de la Bolsa de Valores de Nueva York (NYSE), que tuvo lugar al aire libre "en la acera" antes de la construcción de la estructura.
El edificio fue erigido originalmente en 1921, mejorando así la estatura del New York Curb Exchange, que había sido un intercambio en la acera. La estructura se amplió entre 1929 y 1931 tras un aumento en el volumen de operaciones. La Bolsa de Valores de Nueva York pasó a llamarse Bolsa de Valores de Estados Unidos en 1953, y la Bolsa de Valores de Estados Unidos se mudó después de fusionarse con la Bolsa de Nueva York en 2008. Posteriormente, la estructura fue comprada por desarrolladores que planeaban convertir el edificio en un hotel.
La estructura original, que da a Greenwich Street hacia el oeste, está diseñada en estilo neorrenacentista, con un conjunto de grandes ventanas arqueadas que dan luz al antiguo piso comercial. La expansión este, en Trinity Place hacia el este, está diseñada en estilo art déco como un edificio de 14 pisos. La estructura ampliada tenía oficinas y salas de conferencias, así como una fachada elaboradamente decorada con una entrada central y relieves que significan el uso del edificio. El edificio de la Bolsa de Valores de Estados Unidos fue designado Monumento Histórico Nacional en 1978 y fue designado monumento de la ciudad por la Comisión de Preservación de Monumentos Históricos de la Ciudad de Nueva York en 2012. También es una propiedad que contribuye al Distrito Histórico de Wall Street, un distrito de NRHP creado en 2007.

## Descripción
El American Stock Exchange Building se encuentra en el distrito financiero, ocupando una parcela que se extiende desde Trinity Place hasta Greenwich Street, justo al sur de Thames Street. Es una estructura de catorce pisos de acero, con su fachada formal, terminada en piedra caliza, frente a Trinity Place. Mide 54,9 m ancho en su punto más ancho, y tiene una fachada de 51,8 m y 53 m en Greenwich Street.
Tanto la estructura original de 1921 como su posterior ampliación fueron diseñadas por la firma neoyorquina Starrett & van Vleck. La estructura original se diseñó cuando la mayoría de los encargos de Starrett & van Vleck eran de estilo neoclásico, mientras que la adición se diseñó cuando el estilo art déco era popular. El piso comercial se recortó en un estilo renacentista, pero la estructura principal es claramente art déco, un producto de la adición de 1929-31. El anexo de Trinity Place puede haber sido influenciado por diseños de los empleados más jóvenes de la empresa, incluido Frank Gaertner, quien había presentado los planos del anexo al Departamento de Edificios de la ciudad de Nueva York. El estilo del anexo es similar al del Downtown Athletic Club y 21 West Street, ubicado varias cuadras al sur, que fueron diseñados por Starrett & van Vleck durante la misma época.

### Exterior

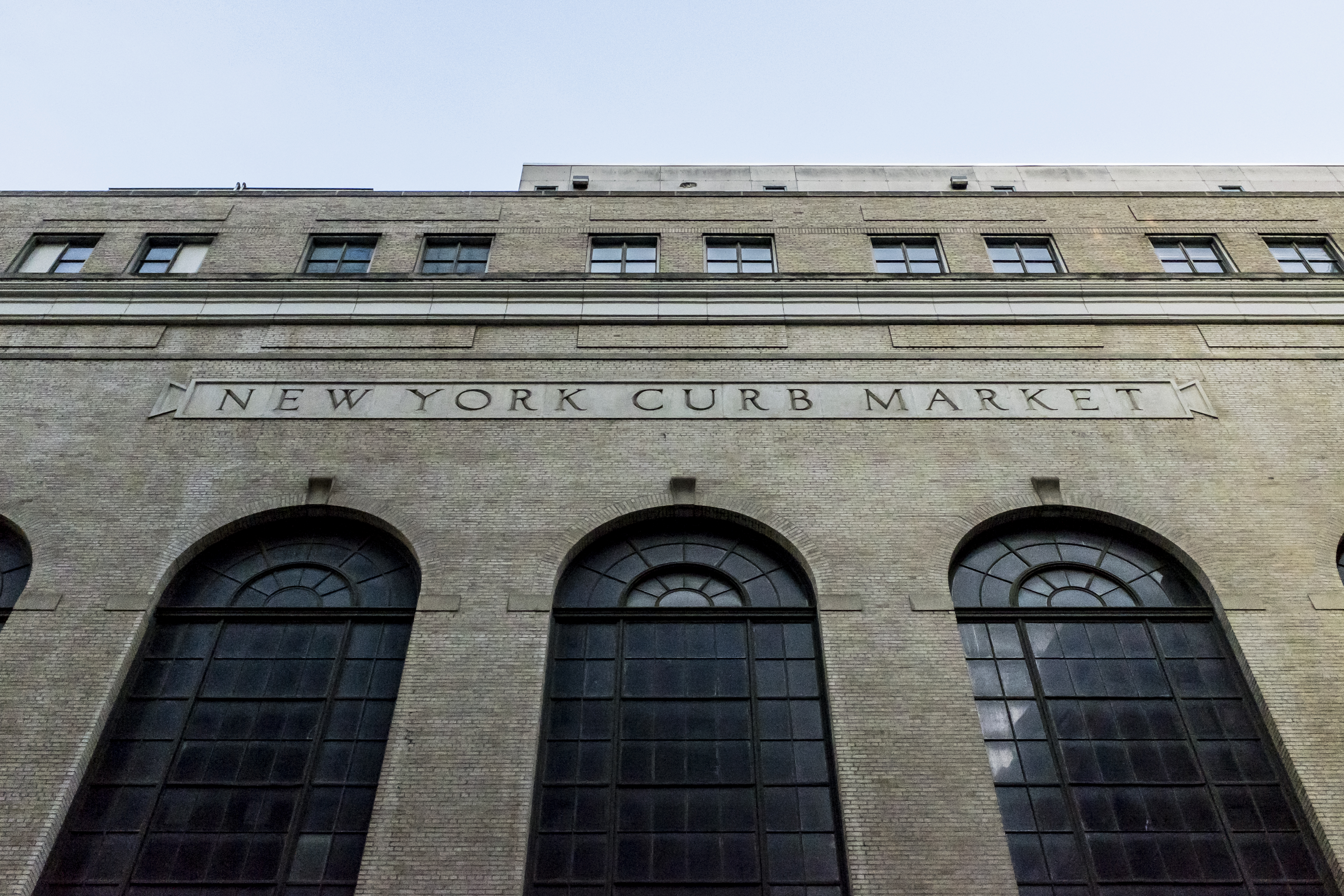
Parte superior de la fachada de Greenwich Street del edificio con la placa tallada "New York Curb Market" debajo del sexto piso

La estructura original era un edificio de seis pisos con una fachada de piedra caliza ignífuga en Greenwich Street, que medía 53 por 13,4 m. La Rider's Guide to New York City, publicada en 1923, la describió como de "diseño clásico simple".
La fachada que da a Greenwich Street es de ladrillo gris y está dividida en ocho tramos verticales. Cinco de estas bahías corresponden a cinco grandes ventanas de arco redondo de tres pisos de altura que dan a la sala de juntas principal en el segundo piso; el Servicio de Parques Nacionales los describió como "recordando la ligereza del mercado al aire libre". Hay un par correspondiente de ventanas rectangulares en el sexto piso sobre cada ventana de arco de medio punto. El tramo más al norte tiene dos ventanas en cada piso, en lugar de una ventana arqueada que se extiende del segundo al cuarto piso. Las palabrasnew york curb market está tallado sobre las ventanas arqueadas.

#### Trinity Place
La fachada de Trinity Place mide aproximadamente 51,8 m largo, y tiene 14 pisos y 64 m altura. Está diseñado principalmente en estilo art déco y está dividido en siete bahías. La fachada es de piedra caliza y la base es de granito; esto podría haber servido para distinguirlo del vecino Trinity Court Building al sur.
La fachada del primer piso es una capa freática de piedra caliza que tiene tres entradas. La entrada de los miembros ubicada en el centro tenía cuatro puertas acristaladas y un marco redondeado, y anteriormente tenía un travesaño con paneles acristalados sobre las puertas. A ambos lados de la entrada principal había una entrada más pequeña con tres puertas: la entrada al norte conducía al vestíbulo del ascensor, mientras que la entrada al sur conducía a la cámara de compensación nocturna y la rama diurna (que luego se convirtió en una galería de visitantes).
En los tramos centrales, hay cinco ventanas rectangulares largas que se extienden del segundo al quinto piso, lo que le da a la fachada de Trinity Place un carácter similar a la fachada de Greenwich Street. Las ventanas están flanqueadas por rejas metálicas decoradas y empotradas. Sobre la sala de juntas pero debajo de las oficinas, hay una sección de fachada sin ventanas, detrás de la cual hay un sistema de ventilación. Esta sección tiene las letras de metalamerican stock exchange. Desde el sexto hasta el undécimo piso, cada una de las cinco bahías centrales se divide en dos sub tramos, cada uno de los cuales tiene una ventana por piso. Las sub-bahías están separadas por pilares de piedra caliza de Bedford, mientras que los tramos principales están separados por pilares de piedra caliza francesa estriados. En el piso 12, cada una de los cinco tramos centrales tiene un conjunto de tres ventanas. Los pisos 13 y 14 están ligeramente empotrados, con cinco ventanas de 6 paneles en los tramos centrales de cada piso. Las cimas de los pilares son más angulares en comparación con los pilares redondeados del piso inferior. 
El adorno es relativamente escaso, ya que el anexo se había construido poco después del desplome de Wall Street de 1929. Hay rejillas que representan fuentes congeladas fuera del piso 13, lo que significa modernidad en el momento de la construcción del edificio, y hay paneles que representan la actividad financiera en cada una de las ventanas que dan al piso de negociación.

### Características
El edificio tiene una superficie de 1688 m². En el edificio original de seis pisos, la entrada principal era de Trinity Place; esta entrada conducía a la sala de juntas principal o sala de operaciones. La sala de juntas abarca la totalidad del segundo al quinto piso y tenía un techo artesonado mide 19,8 m alto. La habitación era originalmente de 1254 m², con 16 puestos de comerciantes diseñados para parecerse a farolas, y una capacidad de 700 comerciantes. Había revestimientos de mármol en los 4,9 m de las paredes exteriores de la sala de juntas; el muro oriental se eliminó en la expansión posterior. Había balcones en ambos extremos de la sala de juntas con 350 estaciones telefónicas. Después de la expansión de 1931, la sala de juntas se amplió a 1860 m² con 28 puestos de comerciantes y mide 46,3 m oeste-este por 49,4 m norte-sur. El anexo presentaba un sistema de enfriamiento artificial; tableros de llamada de enunciador en las paredes norte y sur; centrales telefónicas ampliadas en las paredes oeste y este; y una de 9,7 km sistema de tubos neumáticos desde cada puesto comercial hasta la estación emisora de billetes. Más tarde, los puestos de los comerciantes fueron reemplazados por correos electrónicos, y el muro oeste recibió una serie de escritorios de secretarios. 
La entrada de Greenwich Street conducía a la cafetería, al restaurante de los trabajadores y al guardarropa en el sótano. Se accede a los pisos superiores mediante un conjunto de tres ascensores de "alta velocidad" en la parte norte del vestíbulo. Había equipo de ventilación en el sexto piso. Los pisos séptimo a decimocuarto incluían oficinas, así como salas para cada uno de los comités de Curb Exchange. Había un hospital completamente funcional para los empleados de Curb Exchange en el noveno piso. La Junta de Gobernadores se ubicó en el decimotercer piso en una sala de 15,5 por 10,7 m.

## Historia
Históricamente, la actividad bursátil de Nueva York tuvo lugar en espacios al aire libre hasta 1792, cuando se fundó un predecesor de la Bolsa de Valores de Nueva York (NYSE), y algunas operaciones se trasladaron a su edificio. El comercio continuó teniendo lugar "en la acera" fuera del edificio de la Bolsa de Valores de Nueva York. Los comerciantes externos se beneficiaron de la negativa de la NYSE a permitir el comercio de algunos tipos de valores y se convirtieron en un mercado líder para valores no cotizados. Este mercado no tenía una ubicación fija, moviéndose según lo dictaban el tráfico y otras condiciones.
A partir de la década de 1880, Emanuel S. Mendels y Carl H. Pforzheimer intentaron estandarizar el mercado de acera poco organizado de corredores de acera en Broad Street. La New York Curb Market Agency se estableció en 1908 para codificar las prácticas comerciales. Tres años más tarde, los corredores de acera habían llegado a ser conocidos como el mercado de acera de Nueva York, con una constitución formal y estándares de corretaje y cotización. El Curb Market tenía oficinas en el Broad Exchange Building en Broad Street y Exchange Place, aunque el comercio permanecía al aire libre.

### Nuevo edificio

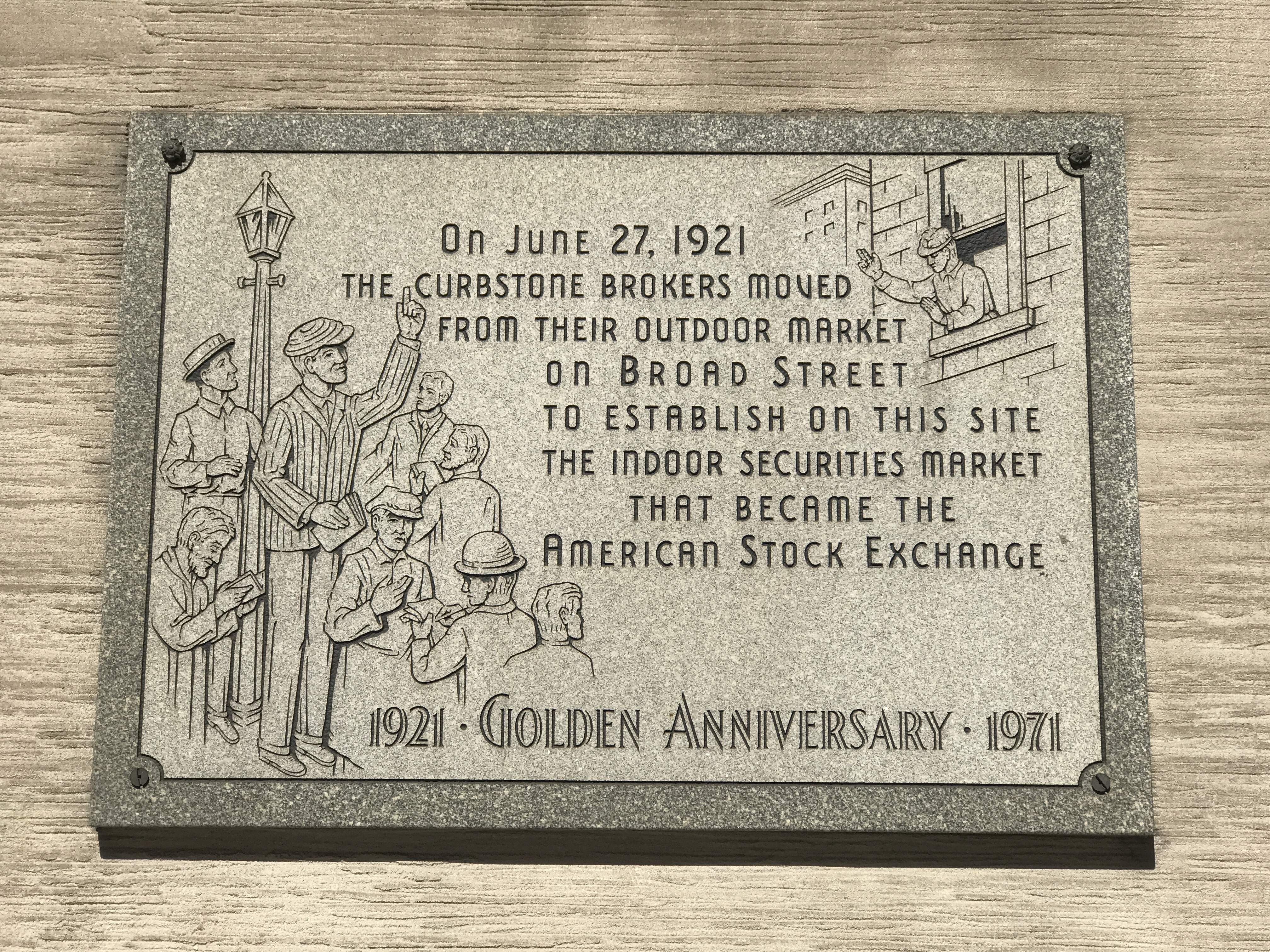
Placa conmemorativa de la inauguración del edificio

En la década de 1910, Curb manejaba un volumen creciente de acciones y, en 1915, su presidente Edward R. McCormick sugirió trasladar el mercado al interior para aumentar la confianza de los inversores en el mercado. Aunque Mendels había sugerido trasladar la acera al interior ya en la década de 1890, la propuesta de McCormick se consideró seriamente como una forma de proporcionar una ubicación a prueba de intemperie para los corredores, así como para eliminar a los "guardabosques no éticos" del intercambio. En junio de 1919, los miembros de Curb formaron la Curb Market Realty Association en un intento por regular más estrictamente el mercado. Más tarde, ese mismo mes, los miembros de Curb aprobaron un conjunto de reglas que permitirían erigir el edificio y limitaron su membresía futura a 500 miembros. Al mes siguiente, hubo una propuesta para fusionar Curb y NYSE, un plan que se abandonó en noviembre de 1919. 
The Curb Market compró un terreno de 2400 m² en forma de L entre Greenwich Street y Trinity Place en diciembre de 1919 por 1,6 millones de dólares (equivalente a unos 24 millones de dólares en 2019 ). El sitio había sido la ubicación anterior de un edificio ocupado por la American Bank Note Company. Aunque el sitio colindaba con ruidosos ferrocarriles elevados (la línea de la Novena Avenida en Greenwich Street y la línea de la Sexta Avenida en Trinity Place), esto no se consideró significativo, ya que las estaciones de metro acababan de abrirse en las cercanías, que luego reemplazarían directamente a los ferrocarriles elevados. Además, el lado de Trinity Place estaba ubicado frente al cementerio de Trinity Church, por lo que era poco probable que se construyera un gran desarrollo allí. The Curb pagó parte del costo de adquisición de la tierra en enero de 1920, pero detuvo temporalmente la planificación en julio debido a la falta de fondos o de un flujo de financiamiento adecuado. La situación financiera había mejorado en octubre de 1920, cuando New York Title & Mortgage Company prometió 800 000 dólares para financiar la construcción de la nueva estructura.
Los planos para la estructura del Curb Market se presentaron al gobierno de la ciudad en noviembre de 1920. El edificio original estaba situado en Greenwich Street, con un pasadizo desde Trinity Street hasta la entrada principal; el resto del lado de Trinity Street tenía una pequeña explanada ajardinada, que podría acomodar una futura expansión del edificio o ser vendida para pagar la hipoteca del edificio. La construcción comenzó dentro de un mes, con Thompson – Starrett Co. como contratista. En ese momento, la estructura tenía un costo de 1,3 millones millones de dólares. Los corredores de Curb Market esperaban ansiosos la finalización del edificio: el historiador Robert Sobel afirma anecdóticamente que un miembro de Curb consideró que la finalización de la nueva estructura era más importante que "la construcción de su propia casa", otro la equiparó con "esperar el nacimiento de un nuevo hijo". y un tercero lo comparó con un niño "contando los días hasta Navidad". El espacio del restaurante fue arrendado a Tankoos, Smith Co. en abril de 1921. El edificio se inauguró el 27 de junio de 1921, momento en el que el New York Curb Exchange fue el segundo más grande de Estados Unidos, detrás de la NYSE. Después de mudarse al interior, Curb Market creció para incluir una amplia selección de emisiones, incluidas "industrias de clase alta, servicios públicos, aceites y bonos nacionales y extranjeros", y en diez años, Curb Market tenía 2.300 acciones en su mercado.

### Operación de bolsa de valores

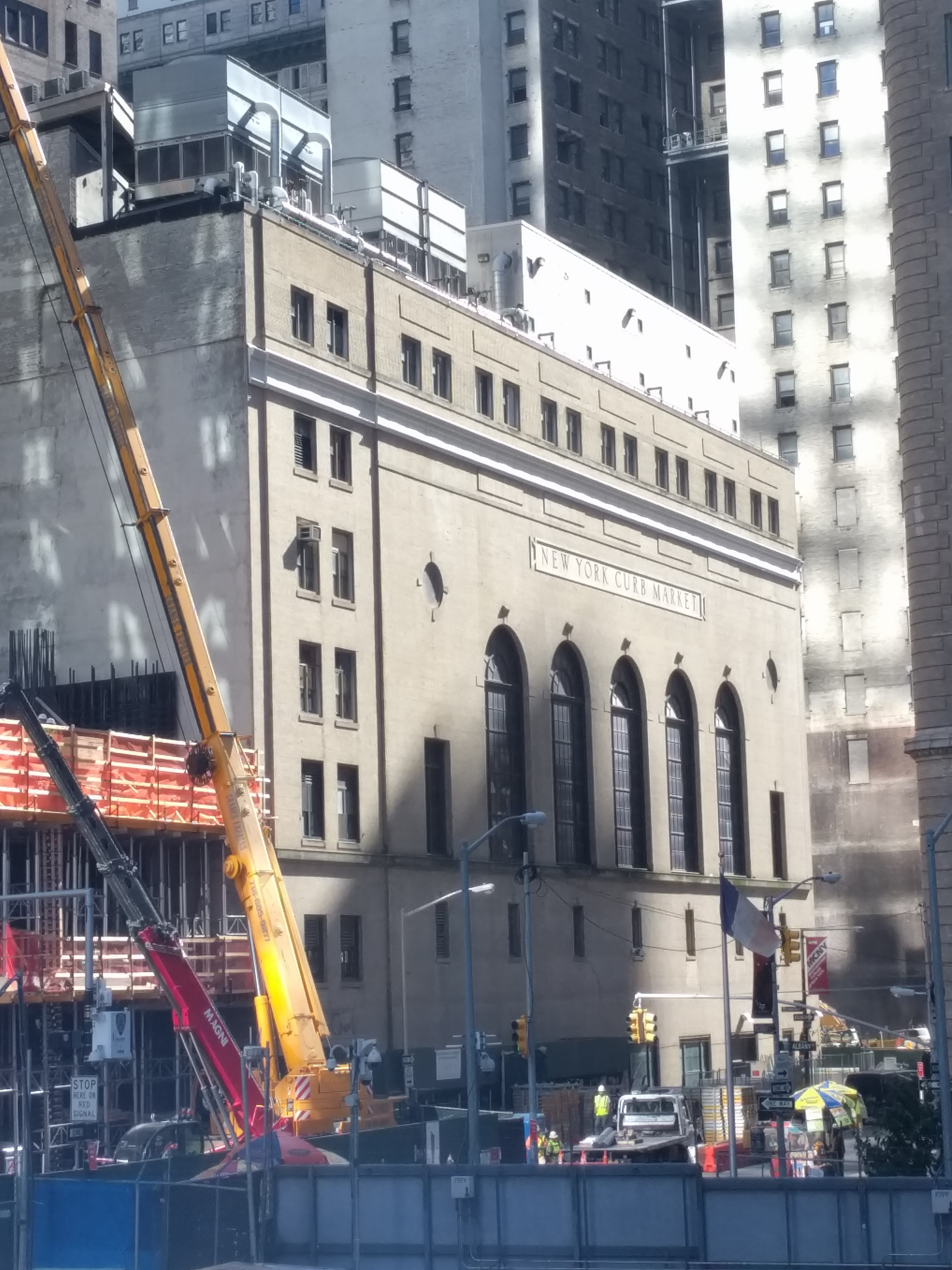
Visto desde Greenwich Street

En 1929, el Curb Market había superado las operaciones del edificio original. Ese año, el comité de construcción de Curb's propuso agregar ocho pisos de oficinas por encima de la sala de juntas, así como expandir la sala de juntas, extendiendo así el edificio de Curb Market a la parte restante sin desarrollar de su lote. La junta de gobernadores recibió los planes en mayo y votó para aprobar el plan dos meses después; Durante este tiempo, en junio de 1929, el New York Curb Market cambió su nombre por el de New York Curb Exchange. The Curb Exchange volvió a contratar a Starrett & Van Vleck para construir el anexo. Los planos se presentaron al gobierno de la ciudad en enero de 1930, y la construcción del anexo comenzó el mes siguiente. Como parte de la expansión, se adquirió el edificio Hamilton adyacente por 1,2 millones de dólares. El trabajo del acero estaba casi terminado cuando se colocó la piedra angular del anexo en julio de 1930. La estructura ampliada se inauguró el 14 de septiembre de 1931. El edificio original se mantuvo en gran parte sin cambios, excepto por la eliminación de su muro este para acomodar el anexo.
El anexo fue diseñado con capacidad adicional para el crecimiento futuro, y si se necesitara más espacio, el Edificio Hamilton podría ser demolido para otra expansión más. The New York Times dijo que las nuevas instalaciones podrían "atender mercados de un tamaño mucho mayor de lo que se ha visto hasta ahora", y el Brooklyn Daily Eagle dijo que "en muchos aspectos el edificio es más moderno y actualizado" en comparación con el edificio NYSE. El Curb Exchange pronto se convirtió en el principal mercado de valores internacional. Sobel declaró que Curb "tenía más emisiones extranjeras individuales en su lista que [...] todos los demás mercados de valores estadounidenses juntos". Sin embargo, el volumen de comercio de Curb todavía sufrió durante las décadas de 1930 y 1940 con el inicio de la Gran Depresión y luego la Segunda Guerra Mundial. Durante la guerra, Curb Exchange alquiló cuatro de los pisos superiores con fines de defensa, y Curb alquiló un piso del Edificio Hamilton. 
El Curb Exchange pasó a llamarse American Stock Exchange (AMEX) en 1953, y la señalización exterior en Trinity Place se cambió en consecuencia. El valor de las acciones negociadas en AMEX casi se duplicó durante la década de 1950 a 23 mil millones de dólares. Para adaptarse al aumento del volumen, la AMEX presentó planes para ampliar el piso de negociación en 1967, y posteriormente reorganizó el piso de negociación. En 1975, el presidente de AMEX, Paul Kolton, indicó que la bolsa estaba estudiando si debía dividir la sala de operaciones en dos pisos. Kolton dijo que la junta de gobernadores había presupuestado 100 000 dólares para estudiar una expansión como parte de un programa de expansión de cinco años. Al año siguiente, el intercambio comenzó a considerar la reubicación, incluso cuando gastó 2 millones de dólares para expandir sus instalaciones existentes. La AMEX consideró mudarse a Nueva Jersey, Connecticut o Battery Park City, pero su junta de gobernadores finalmente votó en contra de estas propuestas. Para alentar a AMEX a permanecer en la ciudad de Nueva York, el alcalde Abraham Beame formó un grupo de trabajo para ayudar a la expansión de AMEX.
El Edificio de la Bolsa de Valores de Estados Unidos fue designado Monumento Histórico Nacional en 1978 y, por extensión, se agregó al Registro Nacional de Lugares Históricos (NRHP). Para 1980, AMEX había abandonado sus planes de reubicación y en su lugar formó un comité para estudiar formas de expandir la estructura existente. Como tal, se anunció un entresuelo en la sala de operaciones en 1981, y se completó el año siguiente por 7 millones de dólares, ampliando así la capacidad de la sala de operaciones entre un 35% y un 40%. Después de la fusión de AMEX en 1998 con la Asociación Nacional de Distribuidores de Valores (NASD), se anunció que el NASD renovaría el edificio como parte de la reubicación de la asociación en la cercana One Liberty Plaza. El NASD vendió AMEX en 2004. En 2007, el edificio fue designado como propiedad contribuyente al Distrito Histórico de Wall Street, un distrito NRHP.

### Reurbanización
NYSE adquirió AMEX en enero de 2008 y AMEX vendió su edificio. El 1 de diciembre de ese año, se cerró el American Stock Exchange Building, y los pisos de negociación de Amex Equities y Amex Options se trasladaron al piso de negociación de NYSE en 11 Wall Street. En 2011, el edificio de la Bolsa de Valores de Estados Unidos y el edificio vecino de Western Electric en 22 Thames Street fueron comprados por la sociedad de Michael Steinhardt y Allan Fried a un costo de 65 millones de dólares, una cuarta parte de los cuales se gastó en el edificio AMEX. La asociación anunció planes para renovar el edificio de Greenwich Street en una estructura comercial con un hotel y destruir 22 Thames Street, lo que generó preocupaciones entre los conservacionistas y los residentes del vecindario. La Comisión de Preservación de Monumentos de la Ciudad de Nueva York posteriormente designó el edificio como un símbolo de la ciudad en junio de 2012. Ese octubre, Fisher Brothers compró el lote 22 de Thames Street, dejando a Steinhardt y Fried con el antiguo edificio de AMEX.
En 2015, Clarion Partners compró una participación del 70% en el edificio Curb Exchange de la empresa GHC Development de Fried. El antiguo edificio de la Bolsa de Valores se utilizó en noviembre de 2017 para una exhibición sobre la historia de la casa de moda Louis Vuitton. El éxito de la exhibición, así como la continua evolución del Distrito Financiero hacia un vecindario de "vivir-trabajar-jugar" con varias atracciones turísticas notables, llevaron a Fried a seguir adelante con su propuesta de hotel. En 2018, GHC Development y Clarion Partners anunciaron que renovarían el edificio para convertirlo en un hotel y un complejo comercial, y se espera que esté terminado para 2021. También se planeó una sala de conciertos de Live Nation Entertainment para el lado de Greenwich Street.

## Recepción de la crítica
La construcción del edificio original resultó en un aumento en el valor de las propiedades inmobiliarias en Greenwich Street. El anexo fue descrito en el Wall Street Journal como de "diseño modernista". Sobel, al escribir sobre la historia de AMEX, llamó al edificio "una estructura alta y elegante" similar a los edificios ubicados en la parte alta de la ciudad. La Comisión de Preservación de Monumentos Históricos de la Ciudad de Nueva York escribió en su informe histórico que "la acera ampliada se destacó por su altura y modernidad", comparándola con otros edificios de la bolsa de valores, como los diseños clásicos de la antigua Merchant's Exchange en 55 Wall Street y la Bolsa Mercantil de Nueva York en 6 Harrison Street. El Servicio de Parques Nacionales caracterizó el edificio ampliado como "elegante, parecido a un negocio".